# Viggo Dibbern
Viggo Valdemar Dibbern (10 luglio 1900 – 30 gennaio 1981) è stato un ginnasta danese.

## Palmarès

### Olimpiadi
- 1 medaglia:
  - 1 oro (Anversa 1920 nel concorso libero a squadre)